# Фройнд, Курт
Курт Фройнд (17 января 1914 — 23 октября 1996) был чешско-канадским врачом и сексологом, наиболее известным разработкой плетизмографа пениса (измерение сексуального возбуждения у мужчин), исследованиями педофилии и гипотезой «расстройства ухаживания» в качестве таксономии определенных пафилий (вуайеризм, эксгибиционизм, тачеризм, фроттеризм и то, что он назвал «предпочтительным насилием»). После неудачных попыток изменить сексуальную ориентацию мужчин, он выступал против конверсионной терапии и за декриминализацию гомосексуальности.

## Ранняя жизнь
Фройнд родился в немецкоязычной еврейской семье в Хрудиме, тогда части Австрийской Богемии, позже Чехословакии, которая сейчас находится в Чешской Республике. Он поженился с Анной Хлоуновой, нееврейской чешской пианисткой и музыкальным учителем, 13 января 1942 года. В 1943 году они развелись, чтобы защитить Анну и их новорожденную дочь Хелен от антиеврейских и антиметиссажных законов, которые ввели немецкие нацисты-оккупанты. После войны в 1945 году они поженились вновь, и Анна родила сына Петра в 1948 году. Многие родственники Фройнда погибли в Холокосте, включая его родителей Генриха и Хеллу, и его брата Ханса.

## Исследования
В 1948 году Фройнд присоединился к кафедре психиатрии Чарлз-Университета в Праге. Фройнд получил степень доктора медицины в Чарлз-Университете Праги, а позднее в 1962 году там же получил докторскую степень наук. Он проводил последипломные исследования, а позже и исследовательскую и клиническую работу в Сексологическом институте Чарлз-Университета. В 1968 году Фройнд бежал в Канаду в связи с подавлением Пражской весны. В Центре по борьбе с зависимостями и психическим здоровьем в Торонто (тогда называемом Институтом психиатрии Кларка) Фройнд начал исследования с помощью плетизмографии мужской сексуальной ориентации, где были сделаны многие исследования и опубликованы данные с использованием этого метода. Лаборатория Курта Фройнда в этом центре названа в его честь.

### Гомосексуальность
Между 1950 и 1953 годами Фройнд лечил 67 мужчин с гомосексуальными тенденциями. Некоторые из его пациентов добровольно стремились изменить свою сексуальную ориентацию, в то время как другим была предоставлена отсрочка от преследования или юридических наказаний, чтобы они могли пройти эксперимент. Исходя из поведенческой перспективы, Фройнд пытался укрепить гетеросексуальные чувства, одновременно наказывая гомосексуальные, чтобы изменить сексуальную ориентацию. Пациентам давали препараты, вызывающие тошноту, в то время как они находились в присутствии изображений других мужчин, а затем им делали инъекции тестостерона и показывали фотографии обнаженных женщин. Фройнд провел последующие исследования с пациентами в 1956 и 1958 годах, и пришел к выводу, что эксперимент не был успешным. Его эмпирические данные показали некоторые из первых доказательств, что конверсионная терапия для изменения сексуальной ориентации обычно не имеет смысла. Он продемонстрировал, что даже гомосексуально ориентированные мужчины, которые, казалось бы, прекратили сексуальные отношения с другими мужчинами и установили гетеросексуальные браки, все равно возбуждались при виде мужчин, а не женщин. Фройнд также оспаривал современные психоаналитические теории мужской гомосексуальности, которые предполагали, что она обусловлена страхом или отвращением к женщинам.
В 1957 году он начал выступать за декриминализацию гомосексуальности, что произошло в Чехословакии в 1961 году после официальной рекомендации, подписанной Фройндом и другими психиатрами. Тем не менее, как и другие исследователи того времени, он продолжал считать гомосексуальность патологией. В 1977 году он извинился за попытку изменить сексуальную ориентацию, написав, что если его эксперимент «как-то помогал», то «помогал» пациентам вступать в браки, которые позже становились невыносимыми или почти невыносимыми, а также выразил сомнения в том, что гомосексуальность следует считать болезнью из-за возможности того, что «разумные социальные изменения могут фактически устранить все специфические страдания гомосексуальных людей». Фройнд советовал своим пациентам примириться со своей сексуальной ориентацией.

### Плетизмография пениса
Около 1953 года Фройнд начал разработку устройства для плетизмографии пениса, которое измеряет кровоток к половому члену, развивая предыдущие попытки создания такого устройства. Изначально его просили обнаруживать призывников, пытающихся уклониться от военной службы, ложно утверждая, что они гомосексуалы. За свою карьеру он усовершенствовал плетизмограф пениса как часть обширной программы исследования мужского сексуального интереса. Сексуальные преступники иногда могли подавлять сексуальное возбуждение через концентрацию или тайкомично вызывая себе боль, подобно методам получения ложных результатов при полиграфическом тестировании (детекторе лжи). В ходе одного эксперимента он обнаружил, что 17 % гетеросексуалов или гомосексуалов могли притворяться лицами другой сексуальной ориентации во время теста. Несмотря на признание ограничений, Фройнд продолжал отстаивать использование этого устройства для измерения сексуального возбуждения у мужчин, не только сексуальной ориентации, но и педофилии. В 1960-х годах он опубликовал несколько статей, информируя других исследователей о возможности воссоздания и использования этого устройства.

## Смерть
Фройнду была поставлена диагноз рака в 1994 году, и он стал членом организации «Умирать с достоинством». Когда его здоровье ухудшилось в 1996 году, он принял смертельную смесь мышечных расслабляющих препаратов, снотворных и вина. Фройнд был кремирован, а его прах был рассыпан на лужайке напротив его офиса в Институте Кларк в Торонто и на территории Психиатрической больницы Бонице в Праге, где он много лет работал в Чехословакии.